# Francis Manners, 6. Earl of Rutland

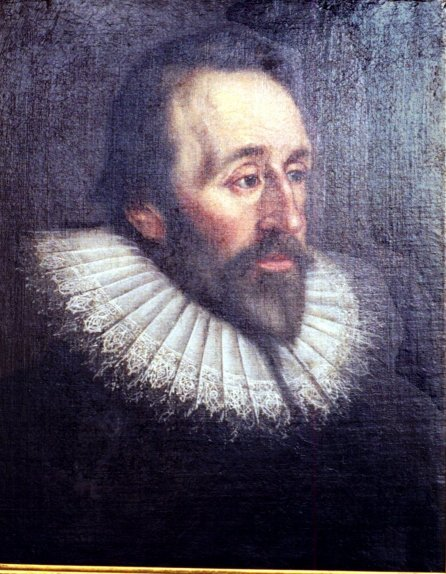
Francis Manners, 6. Earl of Rutland

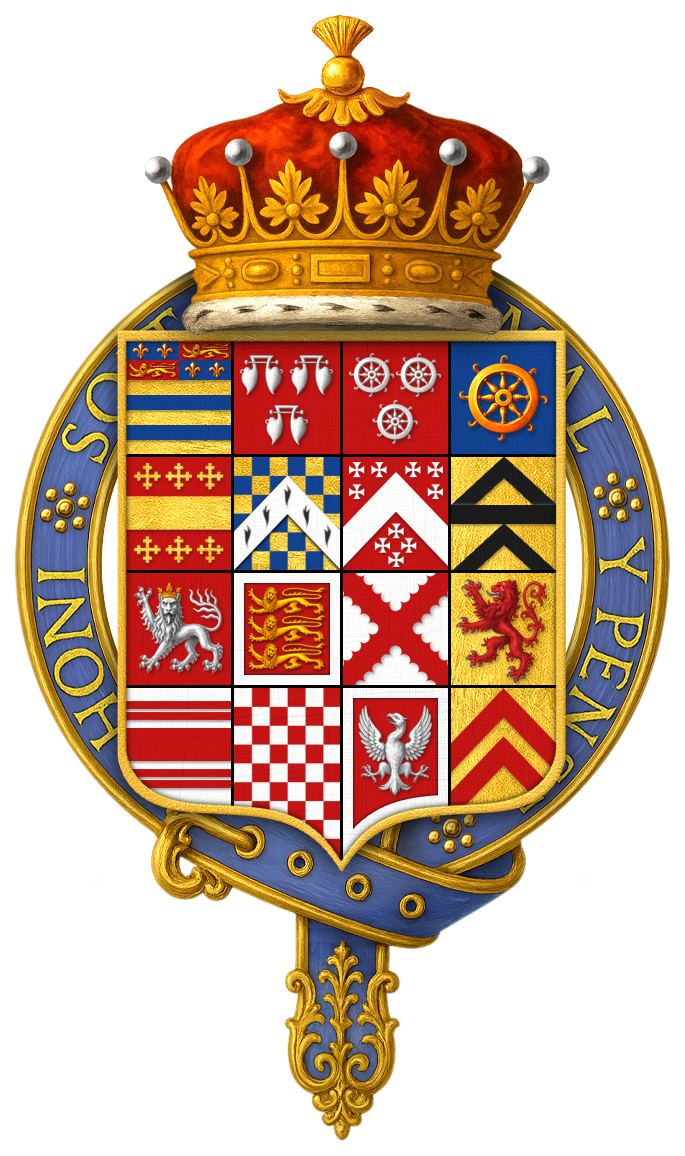
Wappen des Francis Manners, 6. Earl of Rutland

Francis Manners, 6. Earl of Rutland KG (* 1578; † 17. Dezember 1632 in Bishop’s Stortford, Hertfordshire) war ein englischer Peer und Politiker.

## Leben
Er war der zweite überlebende Sohn des John Manners, 4. Earl of Rutland, aus dessen Ehe mit Elizabeth Charlton. Er studierte am Christ’s College der Universität Cambridge. 1598 unternahm er eine Grand Tour durch Frankreich, Deutschland und Italien und wurde dabei von verschiedenen Fürsten, darunter Kaiser Matthias und Erzherzog Ferdinand, empfangen. Im Februar 1603 beteiligte er sich am erfolglosen Staatsstreich des Robert Devereux, 2. Earl of Essex und wurde dafür kurzzeitig inhaftiert. Im November 1601 wurde er als Jurist am Inner Temple aufgenommen. 
Im Rahmen der Investitur des Prinzen Charles zum Duke of York wurde er im Januar 1605 zum Knight of the Bath geschlagen. 1607 erhielt er das Amt eines Joint Keeper von Beskwood Park und von 1612 bis 1620 war er auch Constable von Nottingham Castle und Warden von Sherwood Forest und von 1612 bis 1629 Lord Lieutenant von Lincolnshire. Beim Tod seines älteren Bruders Roger Manners, 5. Earl of Rutland, erbte er am 26. Juni 1612 dessen Adelstitel als 6. Earl of Rutland und den dazugehörigen Sitz im House of Lords, sowie dessen umfangreiche Ländereien, einschließlich der Familiensitze Haddon Hall in Derbyshire und Belvoir Castle in Leicestershire. 1616 wurde er als Knight Companion in den Hosenbandorden und 1617 ins Privy Council aufgenommen. Beim Tod seines Neffen zweiten Grades William Cecil, 16. Baron de Ros, am 27. Juni 1618 erbte er auch dessen Adelstitel als 17. Baron de Ros. Von 1619 bis 1632 hatte er das Richteramt des Chief Justice in Eyre beyond Trent inne. Er wurde verdächtigt ein Katholik zu sein. 1628 hatte er das Amt des Steward von Greenwich inne.

## Ehen und Nachkommen
1602 heiratete er in erster Ehe Frances Knyvett († 1605), Witwe des Sir William Bevil, Gutsherr von Kilkhampton in Cornwall, und Tochter des Sir Henry Knyvett, Gutsherr von Charlton in Wiltshire. Mit ihr hatte er eine Tochter:
- Katherine Manners, 18. Baroness de Ros (1603–1649), ⚭ (1) 1620 George Villiers, 1. Duke of Buckingham, ⚭ (2) 1635 Randal MacDonnell, 1. Marquess of Antrim.

Spätestens 1608 heiratete er in zweiter Ehe Cecily Tufton († 1653), Witwe des Sir Edward Hungerford und Tochter des Sir John Tufton, 1. Baronet, und Schwester des späteren Baron Tufton. Mit ihr hatte er zwei Söhne, die beide jung starben:
- Henry Manners († 1613);
- Francis Manners († 1620).

Als er selbst 1632 starb, hinterließ er keine männlichen Nachkommen, weshalb sein Earlstitel an seinen jüngeren Bruder George und seine Baronie an seine Tochter Katherine fiel.